# Alejandro Simón Partal
Alejandro Simón Partal (26 de julio de 1983, Estepona, España) es un escritor y poeta. Recibió el XXXVIII Premio de Poesía Arcipreste de Hita por su poemario La fuerza viva. Colabora en publicaciones como El Estado Mental, El País y el Diario de Sevilla.

## Biografía
Es doctor en Filología Hispánica por la Universidad Complutense de Madrid. Como investigador está vinculado a la Universidad de Salamanca; su labor se centra en el estudio la obra de poetas contemporáneos, y su proyecto La carencia de Eros: felicidad en el medio siglo ha obtenido la XXII Beca de Investigación Literaria Miguel Fernández 2016 (Ciudad de Melilla) y su publicación  por la UNED.
Su obra incluye los poemarios El guiño de la Chatarra (2010), Nódulo Noir (2012) y Los himnos abdominales (2015), todos ellos publicados por la Editorial Renacimiento, y el ensayo A cuerpo gentil: belleza y deporte en la poesía de González Iglesias (Visor, 2017).
Ha colaborado en diversos medios como El Estado Mental, El País y Diario de Sevilla, entre otros.
En 2017 obtuvo el XXXVIII Premio de Poesía Arcipreste de Hita con su obra La fuerza viva (Pre-Textos, 2017).
En septiembre de 2021 se ha publicado su primera novela "La Parcela" (2021)

### Poemarios
- El guiño de la Chatarra (2010) Editorial Renacimiento
- Nódulo Noir (2012) Editorial Renacimiento
- Los himnos abdominales (2015) Editorial Renacimiento
- La fuerza viva (2017) Editorial Pre-textos
- Una buena hora (2019) Editorial Visor

### Ensayo
- A cuerpo gentil: belleza y deporte en la poesía de González Iglesias (2017)
- Las virtudes de lo ausente: fe y felicidad en la poesía española contemporánea (2018)

### Teatro
- Sed despojo (2016)
- Resistencia y sumisión (2019)

### Novela
- La parcela (2021)

## Distinciones
- Premio Cálamo Otra Mirada por La parcela (2021).[6]
- LI Premio Internacional de Poesía Hermanos Argensola (2019)
- XXXVIII Premio de Poesía Arcipreste de Hita (2017)
- II Premio Ciudad de Estepona, modalidad de poesía, con el poema "Asientos Reservados" (2009)